# Braquiação

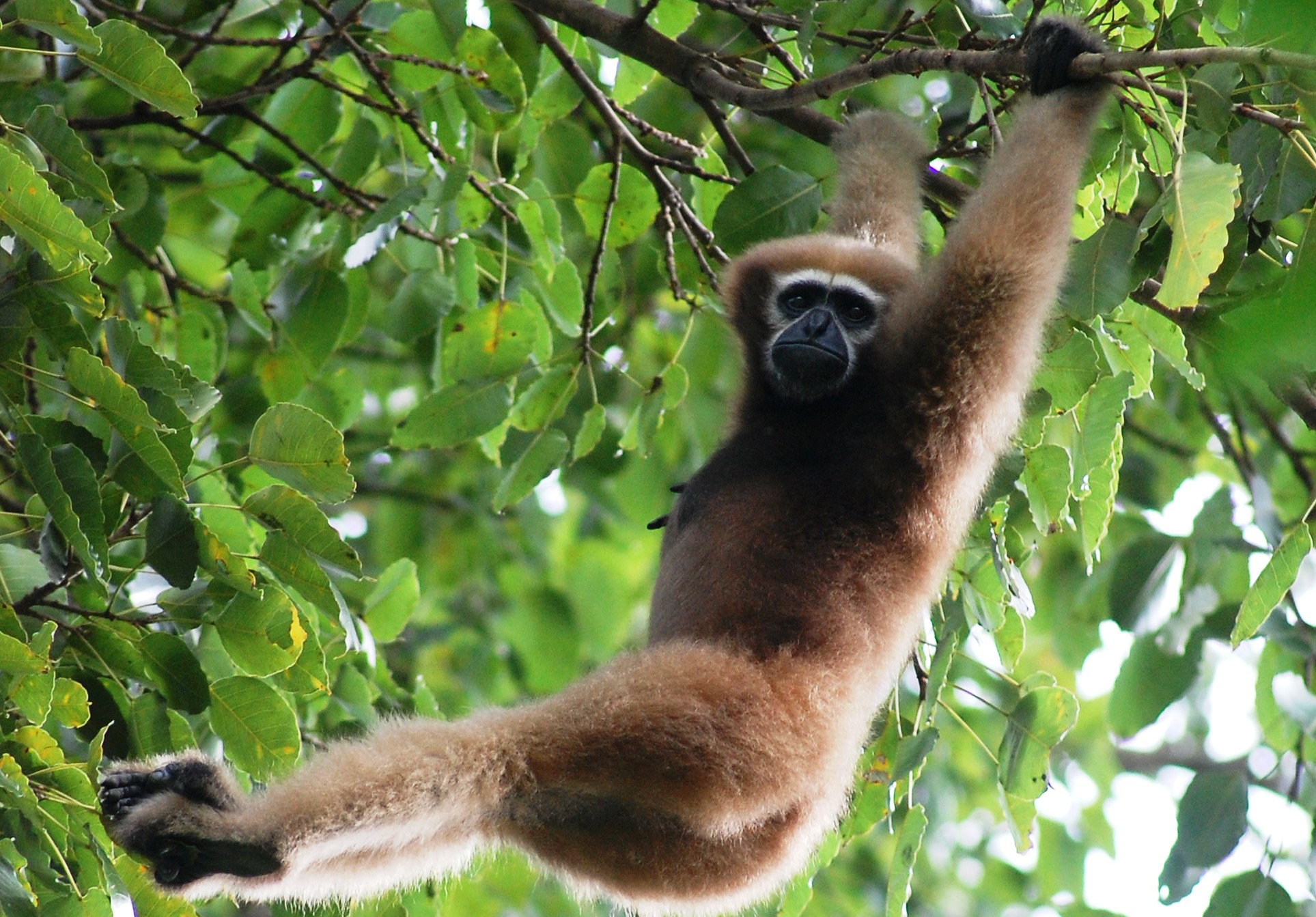
Primatas braquiadores posseum dedos longos e curvados.

A braquiação (do latim brachium, que significa braço) é uma forma de locomoção arborícola em que os primatas vão de galho em galho, utilizando apenas os braços. Durante a braquiação, o corpo é alternadamente suportado por cada membro anterior. Os gibões são exemplos braquiadores típicos. Alguns platirrinos, como o macaco-aranha e o bugio, têm uma forma de locomoção semibraquiadora, pois frequentemente saltam, além de utilizar os braços.
Algumas características que permitem animais braquiar são a presença de uma curta e estável coluna vertebral lombar, unhas curtas (ausência de garras), dedos longos e curvados, polegares reduzidos e até ausentes, longos braços, e articulação do pulso que permite movimentos rotacionais. O homem retém características de braquiadores, apesar de não ser, o que sugere um ancestral com esse meio de locomoção. A anatomia humana sugere que a braquiação foi uma pré-adaptação ao bipedalismo nos seres humanos, que também podem braquiar.